# ويكيبيديا العبرية
ويكيبيديا العبرية (بالعبرية:ויקיפדיה: האנציקלופדיה החופשית; ويقيپديه: هَانصيقلوپديه هَحوفشيت, تلفظ ڤيكيپيديا من قبل بعض الناس) هي نسخة اللغة العبرية من ويكيبيديا، كان إطلاقها في يوليو 2003، وفي يوليو 2010 أصبح لديها أكثر من 106,000 مقالة، وفي ديسمبر 2016 تخطى 250,000 مقالة.

## النمو
- 8 يوليو 2003: أُطلقت النسخة العبرية من ويكيبيديا.
- 25 أكتوبر 2003: كُتبت المقالة الـ 1,000.
- 22 يوليو 2004: أول اجتماع لويكيبيديا اللغة العبرية أقيم في تل أبيب.
- 20 سبتمبر 2004: النسخة العبرية[العبرية] لمقالة علم كازاخستان أصبحت المقالة رقم 1,000,000 في كل الويكيبيديات.
- 24 ديسمبر 2006: كُتبت المقالة رقم 50,000.شعار ويكيبيديا العبرية تحتفل بمرور خمس سنوات على إنشائها بتاريخ 8 يوليو 2008م.

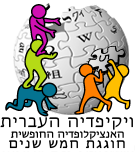
شعار ويكيبيديا العبرية تحتفل بمرور خمس سنوات على إنشائها بتاريخ 8 يوليو 2008م.

- 10 يناير 2010: كُتبت المقالة رقم 100,000.
- 31 أغسطس 2013: تخطى العدد 150,000 مقالة. شعار ويكيبيديا العبرية بمناسبة وصول عدد مقالاتها إلى 150.000 مقالة.

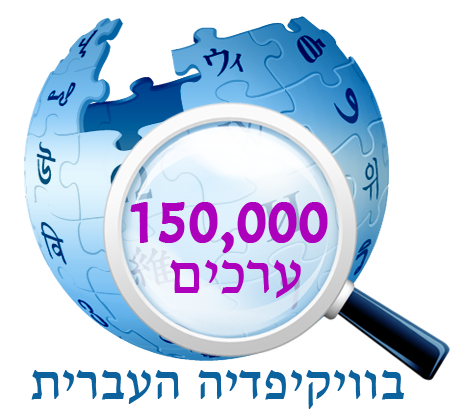
شعار ويكيبيديا العبرية بمناسبة وصول عدد مقالاتها إلى 150.000 مقالة.

- 28 ديسمبر 2016: تخطى العدد 200,000 مقالة.
- 15 سبتمبر 2019: تخطى العدد 250,000 مقالة.
- 3 أغسطس 2021: تخطى العدد 300,000 مقالة.

## اجتماع الكنيست عام 2010
بمناسبة بلوغ ويكيبيديا العبرية 100,000 مقالة، دعت لجنة العلوم والتقنية في الكنيست (مجلس النوَّاب الإسرائيلي) المُسهِمين ومستخدمي ويكيبيديا إلى اجتماع صباح يوم 2 فبراير 2010، للمشاركة في مناقشة عن ويكيبيديا وغيرها من الموارد مفتوحة المصدر. وجَّه بعض المُسهِمين في ويكيبيديا، في الاجتماع، انتقاداتٍ بخصوص "غياب التعاون الحكومي مع جهودهم في إنشاء موسوعة حرَّة على الإنترنت باللغة العبرية"، ونقلوا شكاوى مُفادها أن الجيش الإسرائيلي لا يتيح الصور لحرية الاستخدام أو لإعادة التوزيع في الشَّابِكة، مما يجعل الصور الفلسطينية هي المصدرَ الوحيد المتاح لبعض المقالات، مثل حرب غزة وحرب لبنان 2006. 

## الإحصائيات
| عدد حسابات المستخدمين | عدد المقالات | عدد الملفات | عدد المستخدمين النشطين | عدد الإداريين |
| --------------------- | ------------ | ----------- | ---------------------- | ------------- |
| 1٬224٬025             | 380٬885      | 85٬518      | 8٬543                  | 27            |

اعتبارًا من يناير 2024، تُصنَّف ويكيبيديا العبرية ضمن أفضل نُسخ ويكيبيديا من حيث قدرةُ الاحتفاظ بالمحرِّرين الجدُد، وفي الوقت نفسه تُسجِّل إحدى أعلى معدَّلات التراجع عن التعديلات.

## وصلات خارجية
- (بالعبرية) Hebrew Wikipedia
- (بالعبرية) he:ויקיפדיה:פרסומים בתקשורת - a list of mass media articles covering the Hebrew Wikipedia
- (بالعبرية) he:ויקיפדיה:פרסומים אקדמיים - a list of academic papers about the Hebrew Wikipedia